# Mieczysław Szulc
Mieczysław Szulc (ur. 23 listopada 1935 w Wygodzie, zm. 28 listopada 2017) – polski działacz partyjny i państwowy, wojewoda piotrkowski (1987–1990).

## Życiorys
Od połowy lat 50. pracował jako nauczyciel w szkołach technicznych, następnie był szefem produkcji Piotrkowskiej Fabryki Okuć Budowlanych w Piotrkowie (1960–1968) oraz I sekretarzem Komitetu Zakładowego Zakładów Przemysłu Dziewiarskiego "Sigmatex" (1968–1970). W latach 60. i 70. był radnym Miejskiej Rady Narodowej w Piotrkowie. Od początku lat 70. pracował w aparacie propagandy KP i KW PZPR. Został wysłany na studia w Wyższej Szkole Partyjnej przy Komitecie Centralnym Komunistycznej Partii Związku Radzieckiego w Moskwie, które ukończył w 1975. W latach 1982–1987 był sekretarzem Komitetu Wojewódzkiego PZPR. W 1987 uzyskał nominację na wojewodę piotrkowskiego (urząd pełnił do 1990).
Odznaczony Krzyżem Kawalerskim i Oficerskim Orderu Odrodzenia Polski.